# Federico Borromeo (Kardinal, 1617)

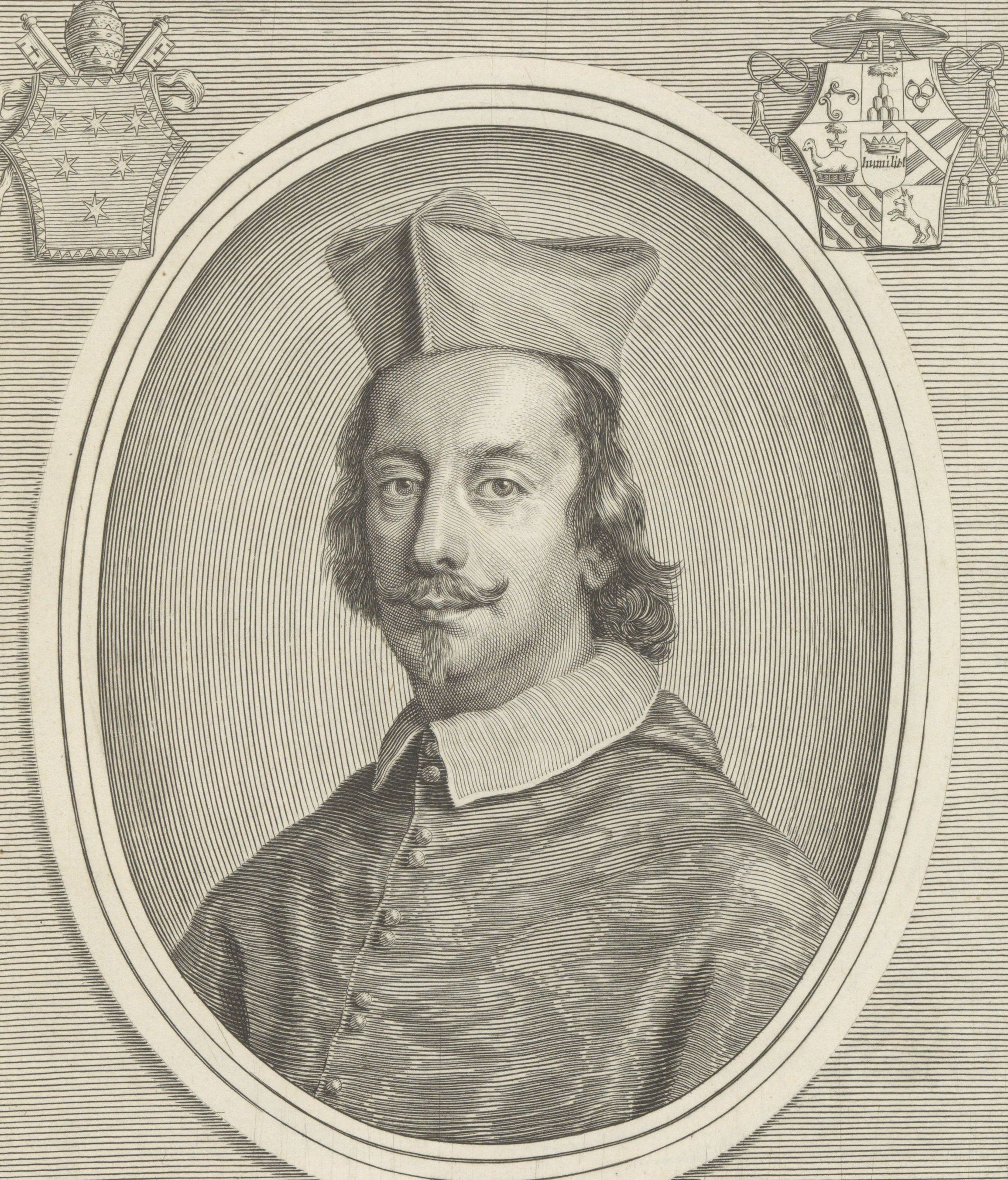
Federico Kardinal Borromeo (jun.)

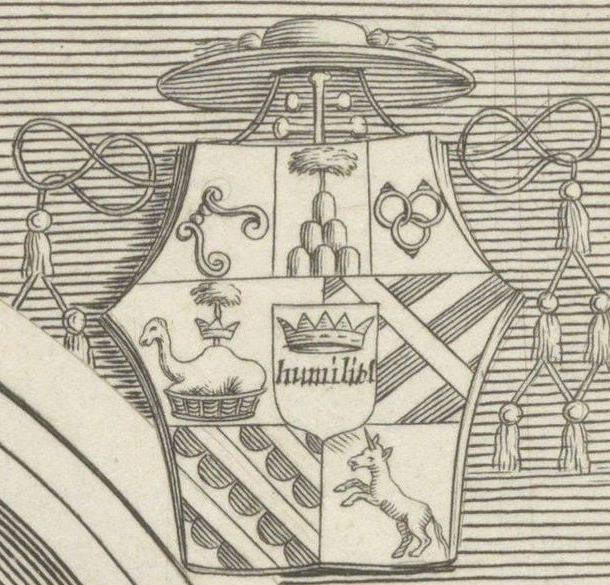
Kardinalswappen

Federico Borromeo (der Jüngere) (auch: Federico IV. Borromeo Graf von Arona, * 29. Mai 1617 in Mailand; † 18. Februar 1673 in Rom) war ein italienischer Kardinal, päpstlicher Diplomat und Kardinalstaatssekretär.

## Biografie
Federico Borromeo wurde am 29. Mai 1617 in Mailand als Sohn der Adelsfamilie Borromeo d’Arona geboren und war ein Cousin von Kardinal Giberto III. Borromeo (1654). Weitere Mitglieder seiner Familie waren San Carlo Borromeo (1560), Federico III. Borromeo (sein Namensvetter und geistiger Führer) (1587), Giberto III. Borromeo, seniore (1652), Giberto Bartolomeo Borromeo (1717), Vitaliano VII. Borromeo (1766) und Edoardo Borromeo (1868).
In Siena studierte Federico Borromeo Literatur und Theologie (1623) und promovierte 1634 in utroque iure. Dann entschied er sich für die geistliche Laufbahn. 1635 ging er nach Rom und empfing die niederen Weihen, worauf er am 28. März 1644 zum Subdiakon und am folgenden Tag zum Diakon geweiht wurde.
Nach seiner Ankunft in Rom wurde er zum Kaplan Seiner Heiligkeit ernannt und zum Referendar der Apostolischen Signatur bestellt. 1643 erfolgte seine Ernennung zum Gouverneur von Ascoli Piceno und danach von Benevento (1646–1648). Nach seiner Ernennung zum Inquisitor in Malta, am 25. Oktober 1652, wurde er Sekretär der Sacra Congregazione dell’Immunità Religiosa.
Am 19. Oktober 1654 wurde Federico zum Titularpatriarchen von Alexandria gewählt. Die Bischofsweihe spendete ihm Kardinal Francesco Peretti di Montalto. Später lehnte er die 1665 vorgeschlagene Nominierung für den Bischofssitz von Como ab. Vom 28. November 1654 bis zum 20. August 1665 war er als Apostolischer Nuntius in der Schweiz im Amt. Am 17. Februar 1666 wurde er zum Gouverneur von Rom ernannt und blieb im Amt bis zum 26. Februar 1668, als er als Apostolischer Nuntius nach Spanien entsandt wurde, wo er bis Juli 1670 blieb. Im Mai 1670 wurde er zum päpstlichen Staatssekretär ernannt und hatte dieses Amt bis zu seinem Tod inne.
Im Konsistorium vom 22. Dezember 1670 erhob ihn Papst Klemens X. zur Kardinalswürde und ernannte Borromeo sodann zum Kardinalpriester, mit einem Dispens, die durch einen Cousin im Kardinalskollegium garantiert wurde. Am 23. Februar 1671 erhielt er den Kardinalshut und wurde in seiner Titelkirche Sant’Agostino installiert. Am 8. August 1672 wechselte er zum Titel von Sant’Agnese fuori le mura. Gleichzeitig wurde er Kommendatarabt der Abteien von Pertica (Pavia), San Dionigi in Mailand und Sant’Angelo in Vultu (Melfi).
Federico Kardinal Borromäus starb am 18. Februar 1673 im Quirinalpalast in Rom. Sein Leichnam wurde in der Kirche San Carlo al Corso in Rom aufgebahrt, wo auch die Beisetzung am Altar der Kirche stattfand.